# فلوريد النيكل الثنائي
 فلوريد نيكل ثنائي مركب كيميائي له الصيغة NiF2، ويكون على شكل بلورات صفراء.